# Paula Häiväoja
Paula Häiväoja (geboren als Paula Virtanen am 9. Dezember 1929 in Kouvola; gestorben am 12. März 2011 in Vantaa) war eine finnische Schmuckdesignerin und Modedesignerin.
Paula Häiväoja absolvierte ab 1953 eine Ausbildung zur Modedesignerin an der Hochschule für Kunst und Design in Helsinki. In den 1950er Jahren unterrichtete sie eine Klasse der Hochschule für Kunst und Design Helsinki.
Häiväoja nahm erstmals 1958 bei der Expo 58 in Brüssel an einer Ausstellung teil. In den folgenden Jahrzehnten wurden ihre Entwürfe auf zahlreichen Kunstausstellungen als Beispiel für modernes finnisches Schmuckdesign gezeigt.
Sie arbeitete von 1956 bis 1967 als Schmuckdesignerin bei dem finnischen Schmuckhersteller Kalevala Koru. 1963 wurde sie als die erste weibliche Chefdesignerin eingestellt.
1967 verließ Paula Häiväoja Kalevala Koru, um als freie Designerin zu arbeiten und in der Einkaufsstraße Aleksanterinkatu in Helsinki das Studio Paulan zu eröffnen.
Die Arbeiten Häiväojas zeichnen sich durch ausgeprägte geometrische Formen aus, gelegentlich experimentierte sie mit beweglichen Teilen und reflektierenden Oberflächen.
Obgleich die Schmuckentwürfe Häiväojas künstlerisches Schaffen dominieren war sie auch als Designerin von Strickwaren und als Kostümbildnerin erfolgreich. Von 1976 bis in die 1990er Jahre leitete sie die Abteilung für Textildesign der Hochschule für Kunst und Design Helsinki.
Paula Häiväoja lebte mit ihrem Ehemann Heikki Häiväoja in Vantaa. Ihre gemeinsame Tochter ist die in Frankreich und Finnland tätige Bildhauerin Johanna Häiväoja (geboren 1960).